# Zamek w Latyczowie
Zamek w Latyczowie – zamek wybudowany przed 1598 rokiem własnym nakładem przez Jana Potockiego, starostę kamienieckiego.

## Historia
Wyznaczeni w 1598 r. komisarze oszacowali wyłożone koszty na budowę zamku, co zatwierdziwszy sejm zapewnił staroście 12000 zł na dobrach królewskich, które przez 50 lat otrzymywać mieli jego potomkowie.

## Architektura

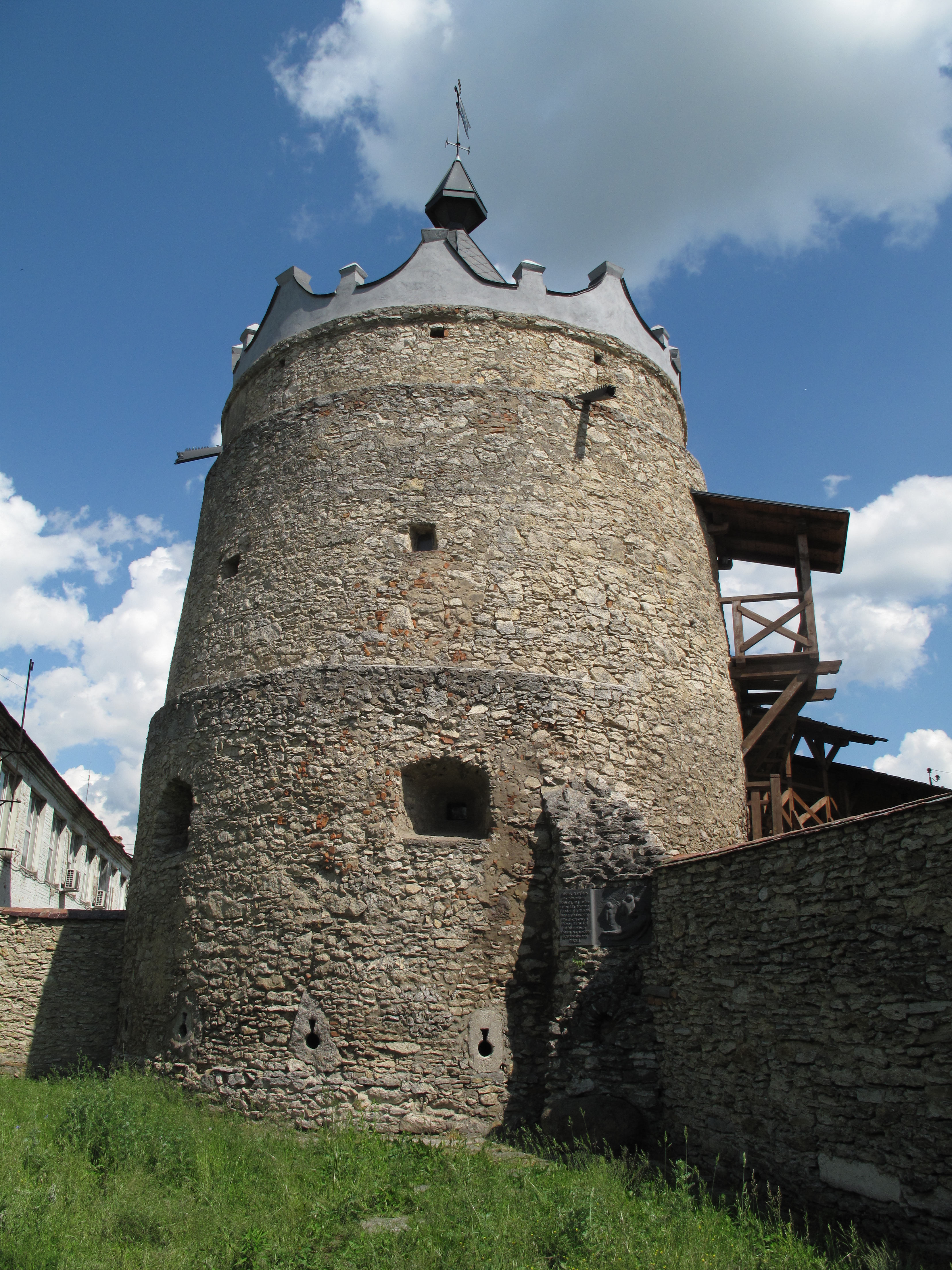
Baszta i pozostałości murów w 2016

Według lustracji z 1765 r. zamek fosami u ściany kamieniem i ziemią przysypanymi i palisadą podwójną od miasta otoczony, wjazd przez fosę mostem, za nim brama z cywek dębowych, a przy niej kordegarda dla żołnierzy i więźniów, budynek i oficyna drewniane, ku południowi pokoje murowane i wielka izba sądowa, wieża szlachecka górna z drzewa, a pod nią dolna w głąb ziemi wykopana. Według lustracji z 1789 r. zamek, czyli kancelaria, w której akta publiczne umieszczone, izba sądowa obszerna i wygodna, rezydencje dla susceptanta i innych tudzież porządna oficyna, na koniec wieże kosztem księcia wymurowane i dachówką pokryte zdobią miasto. 
Wybudowany później kościół z klasztorem dominikanów otoczony był tym samym wysokim murem, jaki kiedyś otaczał zamek z pozostałą po nim strzelnicą.